# 2206 Gabrova
2206 Gabrova eller 1976 GR3 är en asteroid i huvudbältet som upptäcktes den 1 april 1976 av den rysk-sovjetiske astronomen Nikolaj Tjernych vid Krims astrofysiska observatorium på Krim. Den har fått sitt namn efter den bulgariska staden Gabrovo.
Asteroiden har en diameter på ungefär 20 kilometer och den tillhör asteroidgruppen Eos.